# Tamppelijärvet (Jukkasjärvi socken, Lappland, 750927-171775)
Tamppelijärvet är en sjö i Kiruna kommun i Lappland och ingår i Torneälvens huvudavrinningsområde. Tamppelijärvet ligger i Torne och Kalix älvsystem Natura 2000-område.